# Serhij Mychajlenko
Serhij Mychajlenko (ukrainisch Сергій Михайленко, * 9. Juli 1980) ist ein ehemaliger ukrainischer Biathlet, der vor allem im Bogenbiathlon Erfolge erreichen konnte.
Serhij Mychajlenko erreichte seine größten internationalen Erfolge bei den Bogenbiathlon-Weltmeisterschaften 2003 in Krün. Dort gewann er im Sprintrennen hinter Andrej Zupan und Andrei Markow die Bronzemedaille, an der Seite von Jurij Dmytrenko, Wolodymyr Ossadtschyj und Roman Schowkun als Schlussläufer hinter der russischen und vor der slowenischen Staffel die Silbermedaille. Ein Jahr später wiederholte er den Erfolg in Pokljuka im Sprintrennen hinter Andrei Markow und Andrej Zupan. Im Staffelrennen gewann die Ukraine hinter Russland und Slowenien in der Besetzung Wolodymyr Ossadtschyj, Anatolij Lebeda, Roman Schowkun und Serhij Mychajlenko die Bronzemedaille. Im Massenstart- und im Verfolgungsrennen verpasste er gegen Igor Samoilow und Maxim Menschikow als Viertplatzierter knapp weitere Bronzemedaille. 2005 gewann er in Forni Avoltri mit Wolodymyr Ossadtschyj, Anatolij Lebeda und Andrij Taran erneut als Schlussläufer und erneut hinter Russland und Slowenien die Bronzemedaille. 2007 startete er in Forni Avoltri bei einem Sprintrennen im Biathlon-Europacup, beendete das Rennen aber nicht.